# Адмир Владавић
Адмир Владавић (Љубиње, 29. јун 1982) бивши је босанскохерцеговачки професионални фудбалер. Натупао је за бројне фудбалске клубове као и за сениорску репрезентацију Босне и Херцеговине. Висок је 178 центиметра и играо је на позицији десног крила.
У каријери је наступао за клубове: ФК Искра Столац, ФК Вележ Мостар, ФК Жељезничар Сарајево, ФК Жилина, ФК Ред бул Салцбург, ФК Олимпик Сарајево, ФК Карвина и ФК Слијема вондерерси.

## Каријера

### Клупска
Каријеру је започео у фудбалском клубу Искра из Столца одакле је прешао у мостарски Вележ. У лето 2005. године потписује четверогодишњи уговор за ФК Жељезничар из Сарајева где се врло брзо наметнуо као један од најбољих играча клуба, али и Премијер лиге Босне и Херцеговине. Због тога су многи страни клубови исказали занимање за довођење овог играча. У своје редове га доводи словачки фудбалски клуб Жилина из истоименог града.

### Репрезентативна
Адмир Владавић је дебитовао за репрезентацију Босне и Херцеговине 28. фебруара 2006. године на утакмици са Јапаном и до сада је укупно одиграо 12 утакмица.

## Приватни живот
Адмир и његова супруга Ајла сину су дали име Зинедин, по прослављеном француском фудбалеру Зинедину Зидану.